# 克拉斯諾亞爾斯克
克拉斯诺亚尔斯克（羅馬化：Krasnoyarsk）是俄羅斯克拉斯诺亚爾斯克边疆区的首府和最大城市，位於葉尼塞河和西伯利亞鐵路的交匯點，以铝产量高著称。2021年人口为118万，是西伯利亚地区第三大城市。

## 地理
此城跨叶尼塞河东西岸，城市中心海拔高度约为146米。由于上游32公里处，克拉斯诺亚尔斯克水电站的作用，叶尼塞河城中段水温常年保持在0－14℃。河上有几个小岛，其中最大的达吉雪夫（Татышев）和奥特迪哈（Отдыха）是当地人的疗养胜地。 
城市的西南部由平均高于河面410米的森林山脉所围绕。河流南岸有以巨大岩壁著称的Stolby自然保护区，城西的绵延山脉一直延伸到Sobakina河。但与此同时，除了Drokinskaya Sopka山，城北却是一片开阔平原，平原西部是森林，东部是农业用地。  
| 克拉斯诺亚尔斯克 （1991-2020年平均数据，1879年至今极端数据） | 克拉斯诺亚尔斯克 （1991-2020年平均数据，1879年至今极端数据） | 克拉斯诺亚尔斯克 （1991-2020年平均数据，1879年至今极端数据） | 克拉斯诺亚尔斯克 （1991-2020年平均数据，1879年至今极端数据） | 克拉斯诺亚尔斯克 （1991-2020年平均数据，1879年至今极端数据） | 克拉斯诺亚尔斯克 （1991-2020年平均数据，1879年至今极端数据） | 克拉斯诺亚尔斯克 （1991-2020年平均数据，1879年至今极端数据） | 克拉斯诺亚尔斯克 （1991-2020年平均数据，1879年至今极端数据） | 克拉斯诺亚尔斯克 （1991-2020年平均数据，1879年至今极端数据） | 克拉斯诺亚尔斯克 （1991-2020年平均数据，1879年至今极端数据） | 克拉斯诺亚尔斯克 （1991-2020年平均数据，1879年至今极端数据） | 克拉斯诺亚尔斯克 （1991-2020年平均数据，1879年至今极端数据） | 克拉斯诺亚尔斯克 （1991-2020年平均数据，1879年至今极端数据） | 克拉斯诺亚尔斯克 （1991-2020年平均数据，1879年至今极端数据） |
| 月份                                                         | 1月                                                          | 2月                                                          | 3月                                                          | 4月                                                          | 5月                                                          | 6月                                                          | 7月                                                          | 8月                                                          | 9月                                                          | 10月                                                         | 11月                                                         | 12月                                                         | 全年                                                         |
| ------------------------------------------------------------ | ------------------------------------------------------------ | ------------------------------------------------------------ | ------------------------------------------------------------ | ------------------------------------------------------------ | ------------------------------------------------------------ | ------------------------------------------------------------ | ------------------------------------------------------------ | ------------------------------------------------------------ | ------------------------------------------------------------ | ------------------------------------------------------------ | ------------------------------------------------------------ | ------------------------------------------------------------ | ------------------------------------------------------------ |
| 历史最高温 °C（°F）                                          | 6.0 (42.8)                                                   | 8.5 (47.3)                                                   | 18.5 (65.3)                                                  | 31.4 (88.5)                                                  | 34.0 (93.2)                                                  | 34.8 (94.6)                                                  | 36.4 (97.5)                                                  | 35.1 (95.2)                                                  | 31.3 (88.3)                                                  | 24.5 (76.1)                                                  | 13.6 (56.5)                                                  | 8.6 (47.5)                                                   | 36.4 (97.5)                                                  |
| 平均高温 °C（°F）                                            | −11.6 (11.1)                                                 | −7.5 (18.5)                                                  | 0.7 (33.3)                                                   | 9.3 (48.7)                                                   | 17.1 (62.8)                                                  | 23.5 (74.3)                                                  | 25.2 (77.4)                                                  | 22.2 (72.0)                                                  | 14.6 (58.3)                                                  | 6.7 (44.1)                                                   | −3.6 (25.5)                                                  | −9.3 (15.3)                                                  | 7.3 (45.1)                                                   |
| 日均气温 °C（°F）                                            | −15.6 (3.9)                                                  | −12.3 (9.9)                                                  | −4.9 (23.2)                                                  | 3.4 (38.1)                                                   | 10.4 (50.7)                                                  | 16.9 (62.4)                                                  | 19.1 (66.4)                                                  | 16.1 (61.0)                                                  | 9.1 (48.4)                                                   | 2.3 (36.1)                                                   | −7.3 (18.9)                                                  | −13.2 (8.2)                                                  | 2.0 (35.6)                                                   |
| 平均低温 °C（°F）                                            | −19.2 (−2.6)                                                 | −16.3 (2.7)                                                  | −9.4 (15.1)                                                  | −1.4 (29.5)                                                  | 4.7 (40.5)                                                   | 11.1 (52.0)                                                  | 13.7 (56.7)                                                  | 11.2 (52.2)                                                  | 5.0 (41.0)                                                   | −1.3 (29.7)                                                  | −10.7 (12.7)                                                 | −16.9 (1.6)                                                  | −2.5 (27.5)                                                  |
| 历史最低温 °C（°F）                                          | −52.8 (−63.0)                                                | −41.6 (−42.9)                                                | −38.7 (−37.7)                                                | −25.7 (−14.3)                                                | −11.2 (11.8)                                                 | −3.6 (25.5)                                                  | 3.3 (37.9)                                                   | −1.0 (30.2)                                                  | −9.6 (14.7)                                                  | −25.1 (−13.2)                                                | −42.3 (−44.1)                                                | −47.0 (−52.6)                                                | −52.8 (−63.0)                                                |
| 平均降水量 mm（）                                            | 17 (0.7)                                                     | 15 (0.6)                                                     | 19 (0.7)                                                     | 29 (1.1)                                                     | 48 (1.9)                                                     | 66 (2.6)                                                     | 70 (2.8)                                                     | 76 (3.0)                                                     | 55 (2.2)                                                     | 42 (1.7)                                                     | 39 (1.5)                                                     | 31 (1.2)                                                     | 507 (20.0)                                                   |
| 平均最大雪深 cm（）                                          | 16 (6.3)                                                     | 16 (6.3)                                                     | 13 (5.1)                                                     | 3 (1.2)                                                      | 0 (0)                                                        | 0 (0)                                                        | 0 (0)                                                        | 0 (0)                                                        | 0 (0)                                                        | 2 (0.8)                                                      | 7 (2.8)                                                      | 14 (5.5)                                                     | 16 (6.3)                                                     |
| 平均降雨天数                                                 | 0.3                                                          | 0.4                                                          | 2                                                            | 9                                                            | 17                                                           | 19                                                           | 18                                                           | 18                                                           | 19                                                           | 13                                                           | 4                                                            | 0.3                                                          | 120                                                          |
| 平均降雪天数                                                 | 24                                                           | 21                                                           | 17                                                           | 14                                                           | 4                                                            | 0.1                                                          | 0                                                            | 0.03                                                         | 2                                                            | 14                                                           | 23                                                           | 25                                                           | 144                                                          |
| 平均相對濕度（％）                                           | 73                                                           | 70                                                           | 64                                                           | 58                                                           | 54                                                           | 64                                                           | 72                                                           | 76                                                           | 75                                                           | 71                                                           | 74                                                           | 73                                                           | 69                                                           |
| 月均日照時數                                                 | 63                                                           | 100                                                          | 171                                                          | 216                                                          | 251                                                          | 280                                                          | 281                                                          | 237                                                          | 160                                                          | 111                                                          | 58                                                           | 41                                                           | 1,969                                                        |
| 来源1：Pogoda.ru.net                                         |                                                              |                                                              |                                                              |                                                              |                                                              |                                                              |                                                              |                                                              |                                                              |                                                              |                                                              |                                                              |                                                              |
| 来源2：NOAA (日照数据仅为 1961–1990)                         |                                                              |                                                              |                                                              |                                                              |                                                              |                                                              |                                                              |                                                              |                                                              |                                                              |                                                              |                                                              |                                                              |

## 行政區劃
本市分為七區：基洛夫區、列寧區、十月區、蘇維埃區、斯維爾德洛夫區、鐵路區及中心區。

## 歷史
本市的建立始于1628年7月，以安德烈·杜奔斯基（Андрей Дубенский）将军为首的拓荒者到达了叶尼塞河和卡恰河的交汇处，并就地修建防御工事，作为俄军的前哨堡垒，以准备下一步发起对叶尼塞土著的军事行动。 它和东边不远的坎斯克城一道，代表着17世纪俄国对叶尼塞河源头探索的最南端。在一封给沙皇的信中，驻守当地的哥萨克人写到：
“在这座全是木头房子的小镇，我们艰难地建立起了防线。作为您的仆人，我们按您的意思设置了一套工作制度，保证探索新领地的同时加强据点的防御…”
根据叶尼塞语，这座堡垒当时被命名为"Красный Яр"。后来该堡垒升为城镇级别后更名为现名克拉斯诺亚尔斯克。

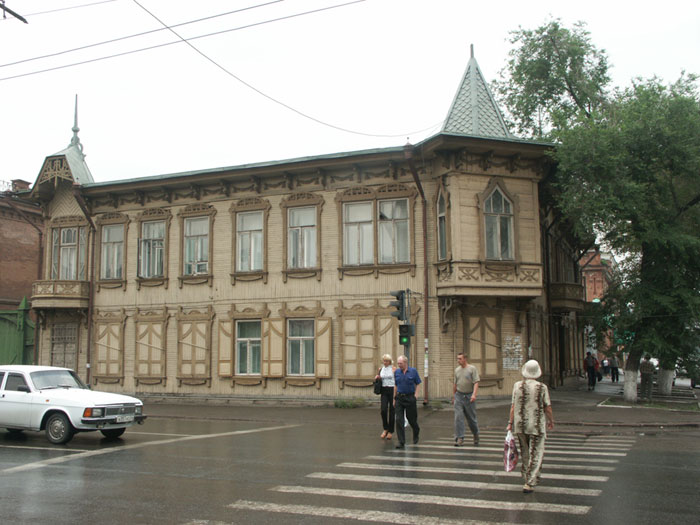
古老的房子

1741年，连接边陲地区与俄国欧洲部分的西伯利亚驿道建成后，克拉斯诺亚尔斯克迎来了一个高速发展期。日后这一地区的发现的金矿和1895年通车的西伯利亚铁路进一步促进了该城市的发展。
1749年，一颗重达700公斤的石铁陨石坠落在克拉斯诺亚尔斯克以南145英里处。德国博物学家彼得·西蒙·帕拉斯在1772年使其出土。这颗陨石在科学史上意义非凡，因为这是人类第一次发现并研究橄榄陨石。
19世纪时，克拉斯诺亚尔斯克是西伯利亚哥萨克运动的中心。1822年1月26日，该地升级为城镇并成为俄国在叶尼塞流域的行政中心。19世纪末之前，这里已经有了一些制造业和火车装配之类的重工业。
俄罗斯帝国时代，克拉斯诺亚尔斯克也是政治犯的流放地之一。举例来说，1825年的十二月党人起义失败后，八位主要领导人即被流放至此地。
1905年12月9日—27日，在此建立克拉斯诺亚尔斯克共和国。
十月革命之后，在苏联的工业化进程中，不计其数的重工业，如造纸厂、造船厂、大型河港、水电站（现在克拉斯诺亚尔斯克水电站装机容量为世界第五，俄国第二）等在克拉斯诺亚尔斯克建立起来
1934年，俄罗斯第二大行政单体克拉斯诺亚尔斯克边疆区成立，克拉斯诺亚尔斯克成为其行政中心。
在斯大林大清洗时期，克拉斯诺亚尔斯克是古拉格（苏联劳改总局）的一个主要中心。这个时期作用最突出的劳改营是“克拉斯拉格”劳改营（1938年－1960年），该营由于关押犯人过多，在周边城镇也设置了两个分营。在克拉斯诺亚尔斯克城内部，“叶尼塞拉格”劳改营在二战的战火中仍发挥重要作用。
二战期间，许多工厂为避战火，从乌克兰和俄罗斯西部迁到此地，大大促进了当地工业发展。战后，许多为这些工业提供原料的大工厂也被建立起来：炼铝厂、冶金厂、次要金属加工厂等等。
二十世纪七十年代后期，苏联开始在该城旁边修建一个相位阵列雷达站。北约指责此举违反了1972年美苏签订的《反弹道导弹条约》，从1983年开始，美国持续要求苏联撤销该雷达站，一直到苏联政府在1989年承认该设施违反条约，当局才开始缓慢撤出设备，直到1992年对外宣布拆除完成，但这些设备很可能在接近共青城的某个地点被重新组装起来。冷战时期，克拉斯诺亚尔斯克也是克城东北空军的一个基地，但这个基地在苏联解体后变成了一个住宅区。
苏联解体之后，当地很多大工厂开始私营化。相当一部分企业宣布破产，而继续营业的厂家被个别富商或黑社会头目控制。工人失业率猛增，在业者也时常罢工抗议。
九十年代后期，该地最大的一桩经济丑闻爆发，商人安纳托利·拜科夫由于涉嫌谋杀经济伙伴韦洛尔·斯图路加诺夫，当地政府剥夺了他对克拉斯诺亚尔斯克铝厂的所有权。但不久后这个事件被曝光是竞争对手对拜科夫蓄谋已久的陷害。
克拉斯诺亚尔斯克当地的工厂所有权争议一直持续到今天，究其原因，是因为几乎所有原国有大厂都被垄断集团或金融寡头所控制
自从1996年市长皮马什科夫执政以来，市容市貌开始逐渐改善：旧的有历史意义的建筑被保护下来，呆板的沥青人行道被改作具有当地特色的铺路小石，曾经被涸泽而渔式开发、多如繁星的温泉疗养院被保护起来或停业整顿。如今这座欣欣向荣的城市中，已几乎看不到苏联时代的破落与单调。
2019年3月，克拉斯诺亚爾斯克舉辦第二十九屆冬季世界大學生運動會，這也是俄羅斯首次在該國亞洲部分舉行的國際級賽事。

## 市徽

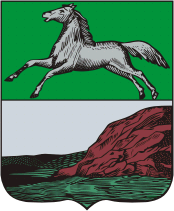
1804年的市徽

克拉斯诺亚爾斯克第一个市徽在1804年3月12日设定。分为上下两个部分，上半部分绿色底，刻着一匹银白色的奔马Tomsk Guberniya，下半部分银色底，画着Красный Яр悬崖。 

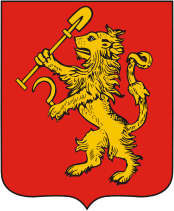
1851年的市徽

1851年11月23日市徽改为红盾金狮，狮一手拿着锹，另一手拿镰刀。盾顶上有象征着俄罗斯帝国的金色王冠。
现在使用的市徽在2004年11月28日发布，相比1851年版只对金色王冠做了一点修改，加入了联邦大楼的图像。翌年，新市徽的铜像在该市的火车站广场上揭幕，铜像被安置在一根约16米（52英尺）高的铜柱的顶端。

## 人口
歷年人口變化見下表：
| 1897 | 26,600  | 1962 | 465,000 | 1982 | 833,000 | 2000 | 875,500   |
| 1923 | 60,400  | 1967 | 576,000 | 1986 | 885,000 | 2001 | 875,900   |
| 1926 | 72,200  | 1970 | 648,000 | 1989 | 912,600 | 2002 | 909,341   |
| 1939 | 190,000 | 1973 | 707,000 | 1992 | 925,000 | 2005 | 917,200   |
| 1956 | 328,000 | 1976 | 758,000 | 1996 | 871,100 | 2011 | 979,600   |
| 1959 | 412,000 | 1979 | 796,300 | 1998 | 875,300 | 2017 | 1,083,865 |

各區人口（2002年人口普查）：
- 基洛夫區: 117,156
- 列寧區: 146,943
- 十月區: 138,521
- 蘇維埃區: 231,696
- 斯維爾德洛夫斯克區: 130,518
- 中心區: 54,503
- 鐵路區: 90,004

1855年至2012年之間的人口變化

克市是一個多民族的城市，以俄羅斯族、烏克蘭族、韃靼族、日耳曼族、白俄羅斯族最多，近年多了一群來自塔吉克、烏茲別克等中亞及高加索地區的，以尋找工作為目的移民（多數以非法途徑進入俄境）。
另一類為數眾多的是中國人。他們與其他外地勞工不同，從事的是合資生意。很多華人在市場進行交易，甚至有了自己的聯誼會和貿易城（Китайский торговый город，俗稱中國城，在Strelka）。

## 建築
城里有许多历史性建筑，他们中的最老者是求悯大教堂（Покровский собор，1785年到1795年，在1977年到1978年重建）。当地其他重要的俄国东正教建筑是宣誓大教堂（Благовещенский собор，1802－12年）、聖三一大教堂（Свято-Троицкий собор，1802－12年）、施洗者约翰教堂（Церковь Иоанна Предтечи，1899年，以前的主教住宅），和新建的迈克尔大天使教堂（Церковь Архистратига Михаила，1998到2003年）。
在Karaulnaya小山，古老的Paraskeva Pyatnitsa礼拜堂（Часовня Параскевы Пятницы，1804年，在1854到1855年重建）仍然矗立其上，许久以前这里曾经是当地原始宗教的神庙。印在10卢布纸币上的礼拜堂是城市最具标志性的建筑。该礼拜堂在苏联时代被废弃并损坏，直到戈尔巴乔夫“经济改革”启动，才回到叶尼塞当地教会的名下并修缮一新。

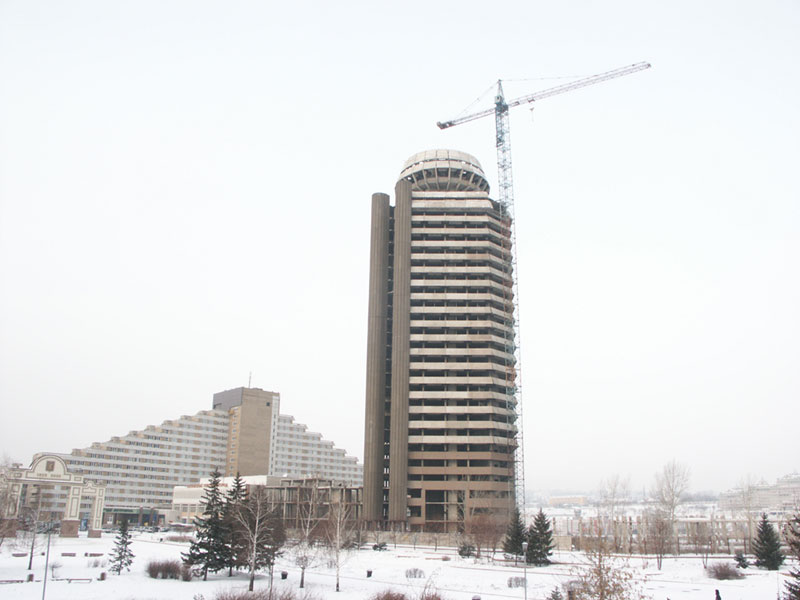
停工前的24层塔，1980年代

此城的另一个非官方標誌是位于Strelka的从苏联时代到现在一直未完工的24层大樓。戈氏“改革”前不久该樓开始建造，然后由于管理混乱，工程被迫中止。大樓的轮廓可以在多个方向被很清楚地看见。
西伯利亚铁路在该城附近的一座铁路桥上横跨叶尼塞河。这座铁路桥是由大建筑师Lavr Proskuryakov设计，1893－1896年间建造的一座获奖建筑，在当时是世界上最长的铁路桥。2003年，该桥被定为世界文化遗产时，联合国教科文组织的描述是：“俄式风格抛物线拱形石桥的典型早期代表，大量现代工程设备与创新理论的试验场，见证了人类工程学的进步。”
其他引人注目的大楼包括商人Nikolay Gadalov的豪宅，1911年建成的罗马天主教洗礼礼拜堂（Преображенский собор，也称为Krasnoyarsk Organ Hall），以及外观设计类似古埃及神庙的克拉斯诺亚尔斯克边疆区博物馆，和以“驴耳朵”之名著名的当地市政大厅（因为有双尖塔而著名）。
市区中有许多在战后不久建造的2层木头房子，这些大多是当时新分配到该市的工人的临时住所。此外还有许多被城市包围的旧俄时代村落，仍保持着古典俄式风格：带后院的木门房屋。它们当中的相当一部分都很残破但仍有人居住。

## 文化
克市人才輩出，當中更有世界知名的人物。最傑出者包括歷史畫家苏里科夫、作家Viktor Astafiev、歌劇歌唱家Pyotr Slovtsov和季米特里·霍洛斯托夫斯基。其他包括畫家Andrey Pozdeev、Valeriy Kudrinskiy和Toivo Rännel，雕塑家Boris Musat和Yuriy Zlotya，作家Roman Solntsev和Nikolay Gayduk。
當地也有一些特色節日，最受注目的是六月的「城市日」通常有嘉年華會。其他節日及文化活動有曼納河節（Манский фестиваль，在每年六月最後一個周末舉行，活動有傳統的歌謠比賽）、國際博物館雙年展（傳統上市立文化歷史中心舉行）、為紀念国际博物馆日舉行的、具先鋒派性質的「博物館之夜」、河上爵士樂節、攀石節和摩托車接力賽。
當地有數家電視公司以及高度發達的電信系統。城市很多地方都可使用局域网寬頻互聯網。

## 教育
克市是西伯利亞的教育中心之一，規模僅次於新西伯利亚。有超過30家高等院校和約200家中學。最重要的院校有：
- 西伯利亞聯邦大學[註 2]，成立於1963年，原為新西伯利亞國立大學的分校，1969年獨立，后更名为克拉斯诺亚尔斯克国立大学。后合并克市多所高校后更名为西伯利亚联邦大学。
- 克拉斯諾亞爾斯克國立科技大學 (俄文簡寫 КГТУ)，成立於1956年。
- 克拉斯諾亞爾斯克國立師範大學 (俄文簡寫 КГПУ)，成立於1932年。
- 西伯利亞國立科技大學 (俄文簡寫 СйбДТУ)，1930年成立，初稱西伯利亞林學院，為全市最古老的院校。
- 苏卡切夫林學院，成立於1944年。

與新西伯利亞一樣，克市也設立了科學城。當中的生物物理研究所曾經在1973至85年間成功進行類似美國生物圈二號的實驗（稱為Bios）。

## 交通
克市近數十年來都有興建共三條路線的地鐵計劃。目前只有三個車站完工，通車日期未定。

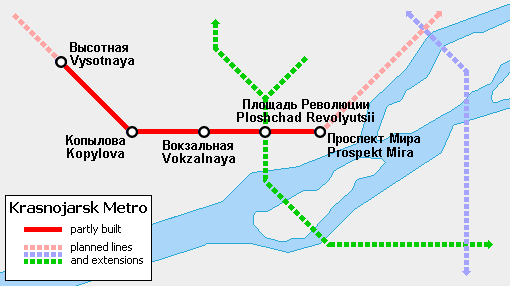
地鐵路線圖

## 旅遊
最著名的是國立石柱 (Stolby) 自然保護區。在470 平方公里的範圍內有無數高達100公尺、形狀各異的花崗岩柱。由此亦成為攀石愛好者的好去處。不少當地好手甚至徒手攀石，並稱為之「stolbizm」。
其他名勝包括克拉斯諾亞爾斯克水力發電站大壩、Karaulnaya山及Paraskeva Pyatnitsa教堂，各種博物館、劇院等。

## 註释
1. ↑  多數是俄羅斯科學院的分支機構
2. ↑  俄文簡寫 СФУ

## 外部連結
- 克拉斯诺亚爾斯克旅行指南 （页面存档备份，存于）
- 西伯利亞旅遊指南 （页面存档备份，存于）
- 簡要城市資料
- (俄語) 互動地圖 （页面存档备份，存于）
- (俄語) 城市網上直播 （页面存档备份，存于）
- 克拉斯诺亚爾斯克美術家畫廊（页面存档备份，存于）
- 克拉斯诺亚爾斯克國立大學